# خوان الواسه
خوان الواسه (انگلیسی: Juan Alvacete؛ زادهٔ ۱۲ ژانویهٔ ۱۹۹۱) بازیکن فوتبال اهل آرژانتین است.
از باشگاه‌هایی که در آن بازی کرده‌است می‌توان به باشگاه فوتبال گودوی کروز و باشگاه فوتبال اتلتیکو تیگره اشاره کرد.